# Angela Yu
Angela Yu (8 marzo 2003) è una giocatrice di badminton australiana.

## Palmarès
- Campionati oceaniani

Melbourne 2022: bronzo nel doppio misto.
Geelong 2024: oro nel doppio femminile